# مطلوب موظفين (سبونج بوب)
مطلوب موظفين (بالإنجليزية: Help Wanted)‏ هي الحلقة الأولى من الموسم الأول من برنامج الرسوم المتحركة الأمريكي سبونج بوب سكوير بانتس. في هذه الحلقة حصل سبونج بوب على وظيفة في مقرمشات سلطع بعد أحداث صعبة حصلت مثل جاره شفيق أثار خوفه بشأن مجيء موظف جديد في نظر لافتة مكتوب عليها بنفس أسم حلقتها و أقتحام سمك أنشوجة مطعم مطلبون بطعام للأكلهم بعد مغادرة وثم سبونجبوب ذهب للشراء معلقة قلي من متجر فرض و حل سبونجبوب مشكلة جائعون بطعام يتناولهم الذين أقتحموا مطعم. عرضت في 1 مايو 1999 على نكلوديون في الولايات المتحدة وثم بدبلجة العربية في نكلوديون العربية للأول مرة في قبل أنطلاقة في 2008.

## الشخصيات
- سبونج بوب
- سريع
- الراوي
- مستر سلطع
- شفيق حبار
- بسيط نجم
- أنسوخة (سمك)

## تمثيل
- خالد عيسوي - سبونج بوب
- شهاب إبراهيم - سريع
- إبراهيم غريب - بسيط نجم، الراوي
- عادل خلف - شفيق حبار
- ضياء عبد الخالق - مستر سلطع

## صورت من قبل
- هرقل
- سبونج بوب سكوير بانتس
- فيلم ليغو
- لفت 4 ديد 2
- السنافر
- اين-ان-اوت برجر
- ماكدونالدز
- غزو الرابيدز
- حروب الطعام: شوكوغكي نو سوما

## روابط خارجية
- مطلوب موظفين على موقع IMDb (الإنجليزية)
- مطلوب موظفين على موقع أول موفي (الإنجليزية)